# Резолюция 345 на Съвета за сигурност на ООН
Резюлюция 345 на Съвета за сигурност на ООН е приета на 17 януари 1974 г. С тази резюлюция Съветът за сигурност обявява китайския език за един от официалните работни езици на Съвета за сигурност. Освен китайския език такива са още английският, френският, руският и испанският език. Резюлюция 345 е приета, без да бъде подложена на гласуване.